# Zopiloal
Zopiloal är en ort i Mexiko.   Den ligger i kommunen Teloloapan och delstaten Guerrero, i den södra delen av landet, 140 km sydväst om huvudstaden Mexico City. Zopiloal ligger 1 095 meter över havet och antalet invånare är 255.
Terrängen runt Zopiloal är kuperad söderut, men norrut är den bergig. Terrängen runt Zopiloal sluttar söderut. Runt Zopiloal är det ganska glesbefolkat, med 47 invånare per kvadratkilometer. Närmaste större samhälle är San Mateo, 11,3 km nordväst om Zopiloal. I omgivningarna runt Zopiloal växer huvudsakligen savannskog.